# Andora
Andora (, Andȍa, Andeua, Andȍ(r)a, o Andȍra, in ligure, pronunciato aŋˈdøːa) è un comune italiano di 7 214 abitanti della provincia di Savona in Liguria.

## Geografia fisica
Andora è situata nella parte più occidentale della Riviera delle Palme, al confine amministrativo con la provincia di Imperia, tra le insenature di Capo Mele (a levante) e Capo Mimosa (a ponente), alla foce del torrente Merula che l'attraversa. I suoi vasti arenili sono considerati tra i più belli del ponente ligure e si estendono per quasi 2 km di lunghezza. Lungo la costa si sviluppa la località di Marina di Andora.

## Origini del nome

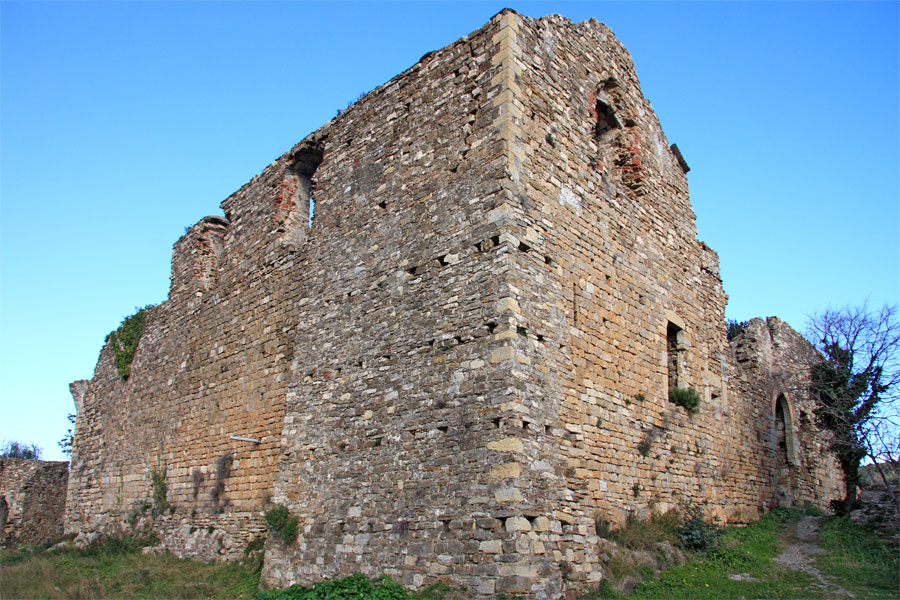
Il castello di Andora presso l'omonima borgata

Il nome della città sarebbe legato ad una tradizione popolare, un racconto che narra la triste storia di Andalora. La leggenda vuole che il principe saraceno Al Kadir, durante una razzia lungo le coste liguri, vide la bella Andalora (che significa "landa d'oro") e la volle rapire, legandola all'albero maestro della propria nave.
Il promesso sposo di lei, Stefanello, la raggiunse nottetempo, mentre la nave era ormeggiata presso Capo Mele, ma nel vano tentativo di liberarla venne scoperto e ucciso. Andalora, per il dolore, e per non restare in mano dei Saraceni, si gettò in mare. Il sacrificio dei due giovani, sempre secondo la leggenda, spinse il principe Al Kadir a convertirsi alla fede cristiana. Da allora i due paesi limitrofi di Andora e Stellanello portano questi nomi in memoria dei due giovani.

## Storia
Secondo le fonti storiche il castrum Andoræ fu un antico possedimento d'epoca romana che, durante l'età dell'alto medioevo, trasferendosi dall'originaria ubicazione lungo la piana del torrente Merula si stanziò lungo l'altura del Castello. Il feudo dall'XI secolo fu in possesso dei monaci benedettini dell'abbazia di San Martino dell'isola Gallinara fino al XII secolo quando passò ai marchesi di Clavesana che fecero del castello un caposaldo e locale residenza marittima, che fortificarono e ricostruirono innalzadovi il loro castello, circondato da un nucleo fortificato.
Nel 1252 il feudo di Andora venne venduto alla Repubblica di Genova che promosse il territorio a sede di podesteria, dipendente dal vicariato di Porto Maurizio, e dando vita ad un nuovo impulso economico e sociale per tutto il XIII e XIV secolo. Fu nel corso del Quattrocento che il territorio e il castello andorese patì devastazione e danneggiamenti per la discesa in Liguria delle truppe dei Visconti, al comando del capitano Niccolò Piccinino, negli anni della dedizione della repubblica genovese verso il Ducato di Milano.

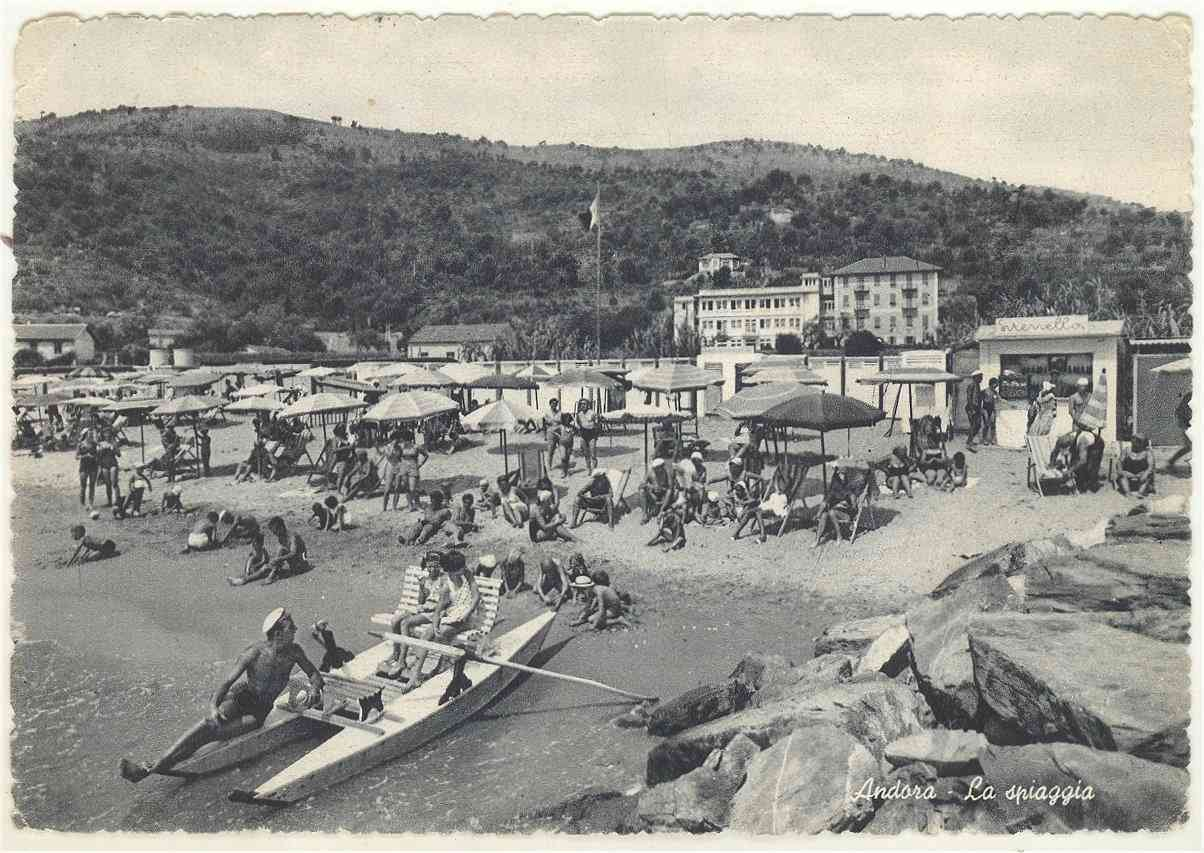
La marina di Andora in una fotografia della metà del Novecento

Le distruzioni del borgo causarono, inoltre, un lento ma progressivo abbandono dello stesso in favore dei nascenti nuclei lungo la piana del Merula. Nei secoli successivi però epidemie di malaria e di peste, e l'impaludamento del corso d'acqua, portò ad un lento fenomeno di spopolamento del territorio di Andora in favore del vicino centro costiero di Laigueglia. Lo stesso podestà trasferì, nel 1723, la sede della podesteria nella città laiguegliese, però con l'obbligo di recarsi almeno tre volte al mese ad Andora per amministrarvi la giustizia.
Durante questo periodo si svilupparono le coltivazioni dell'ulivo – da cui si ricaverà poi l'olio – nonché la pesca, e nacquero i primi cantieri navali.
Caduta la Repubblica di Genova, la nuova municipalità di San Giovanni d'Andora (nome ereditato dall'antica e omonima pieve) rientrò dal 2 dicembre 1797 nel Dipartimento del Letimbro, con capoluogo Savona, all'interno della Repubblica Ligure. Dal 28 aprile 1798 fece parte del II cantone, con capoluogo Laigueglia, della Giurisdizione del Capo delle Mele e dal 1803 centro principale del V cantone di Alassio nella Giurisdizione degli Ulivi. Annesso al Primo Impero francese dal 13 giugno 1805 al 1814, ed inserito nel Dipartimento di Montenotte, riottenne il nome di Andora.
Nel 1815 fu inglobato nella provincia di Albenga del Regno di Sardegna, così come stabilì il Congresso di Vienna del 1814, e successivamente nel Regno d'Italia dal 1861. Dal 1859 al 1926 il territorio fu compreso nel III mandamento omonimo del circondario di Albenga facente parte della provincia di Genova; nel 1927 con la soppressione del circondario ingauno passò, per pochi mesi, nel circondario di Savona e, infine, sotto la neo costituita provincia di Savona.
Dal 1973 al 31 dicembre 2008 ha fatto parte della Comunità montana Ingauna. Dal 2014 al 2019 ha fatto parte dell'Unione dei comuni della Val Merula e di Montarosio, ospitandone la sede.

### Simboli
Stemma
Gonfalone
Bandiera
Lo stemma e il gonfalone sono stati concessi con decreto del presidente della Repubblica del 3 novembre 1987.
Lo stemma utilizzato dal comune per le comunicazioni ufficiali e raffigurato anche sul gonfalone municipale è più simile ad un troncato (con la divisione a metà dell'altezza dello scudo) che ad un capo di Genova (ad un terzo). Nei cartelli del comune è presente anche uno stemma con solo lo scudo e la corona.

Stemma in uso
Stemma usato in alcuni cartelli

## Monumenti e luoghi d'interesse

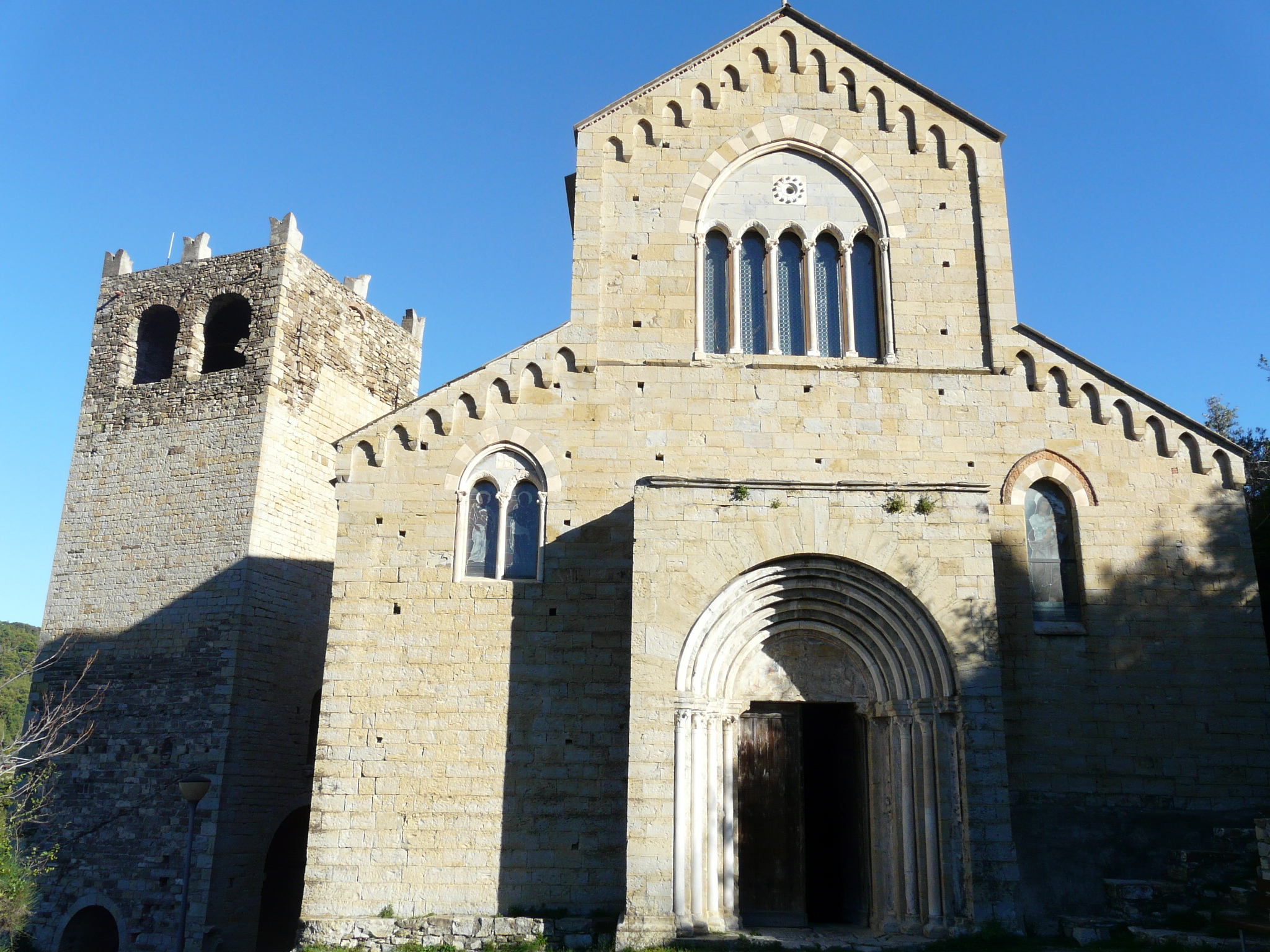
La torre medievale e la chiesa romanica dei Santi Giacomo e Filippo

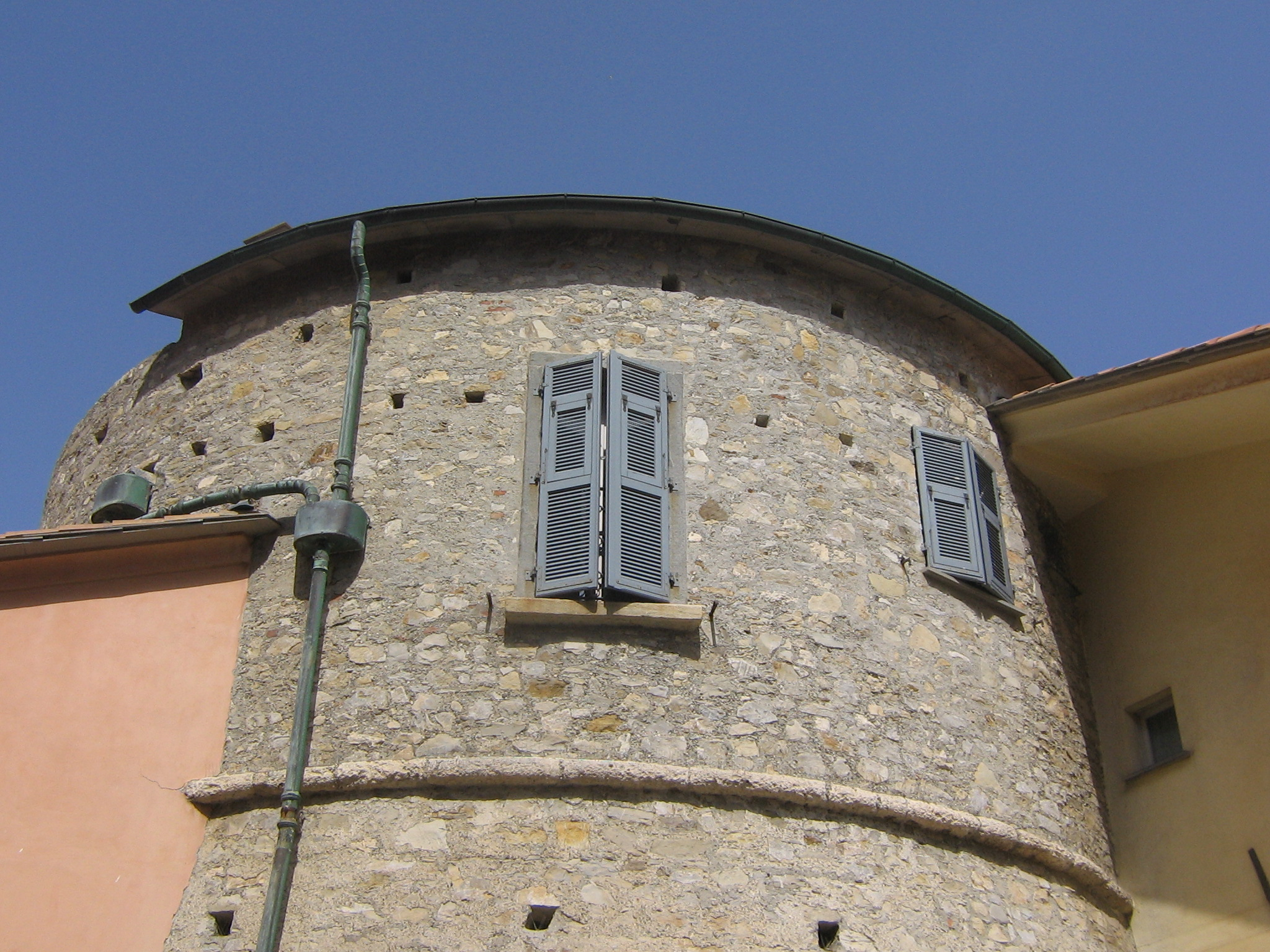
Il bastione di Andora

### Architetture religiose
- Chiesa dei Santi Giacomo e Filippo nella borgata di Castello. Si basa sul modello della cattedrale di Albenga; si compone di tre navate con colonne a pilastri e pietre in vista. Edificata in stile romanico, è la chiesa patronale di Andora.
- Chiesetta di San Nicolò. Il piccolo edificio è situato all'ingresso del nucleo centrale dei resti dell'antico castello di Andora; la struttura presenta elementi architettonici protoromanici, molto probabilmente risalenti al primitivo impianto della chiesa.
- Chiesa della frazione di Colla Micheri.
- Chiesa parrocchiale di Sant'Andrea nella frazione di Conna.
- Cappella dell'Immacolata Concezione nella frazione di Conna. L'ultimo restauro dell'edificio è datato al 1987.
- Cappella della Santissima Maria Vergine nella frazione di Conna. Conosciuto anche come oratorio di Maria Bambina, venne edificato tra il 1624 e il 1625.
- Chiesa parrocchiale della Santissima Trinità nella frazione di Rollo, ricostruita in stile barocco tra il 1616 e il 1634.
- Chiesa parrocchiale di San Bartolomeo nella frazione omonima, con il suo campanile alto ben 56 metri (uno dei più alti della Liguria).
- Oratorio di San Mauro nella frazione di San Bartolomeo. L'edificio venne edificato nel 1587 per volere della famiglia Lanfredi.
- Oratorio di San Michele Arcangelo nella frazione di San Bartolomeo.
- Oratorio di San Sebastiano nella frazione di San Bartolomeo.
- Cappella di Santa Lucia nella frazione di San Bartolomeo. La struttura è antecedente al 1585, anno della sua menzione in un documento.
- Chiesa parrocchiale di San Giovanni Battista nella frazione omonima, del XV secolo con la canonica.
- Chiesa parrocchiale di San Pietro nella frazione omonima. Eretta nel XVIII secolo presenta un tipico campanile in stile barocco.
- Chiesa parrocchiale del Cuore Immacolato di Maria nella località di Marina di Andora, realizzata negli anni sessanta del Novecento. La facciata è dominata da un grande arco decorato e il sottarco funge da portico. Internamente è scandita da tre navate.
- Chiesa parrocchiale di Santa Matilde nella località di Marina di Andora.
- Chiesetta dell'Immacolata Concezione di Mezzacqua, non lontana da Marina di Andora, da dove inizia uno dei percorsi medievali.
- Chiesa dei Santi Cosma e Damiano, risalente al XV secolo è ora abbandonata e giace in collina fra la vegetazione.

### Architetture civili

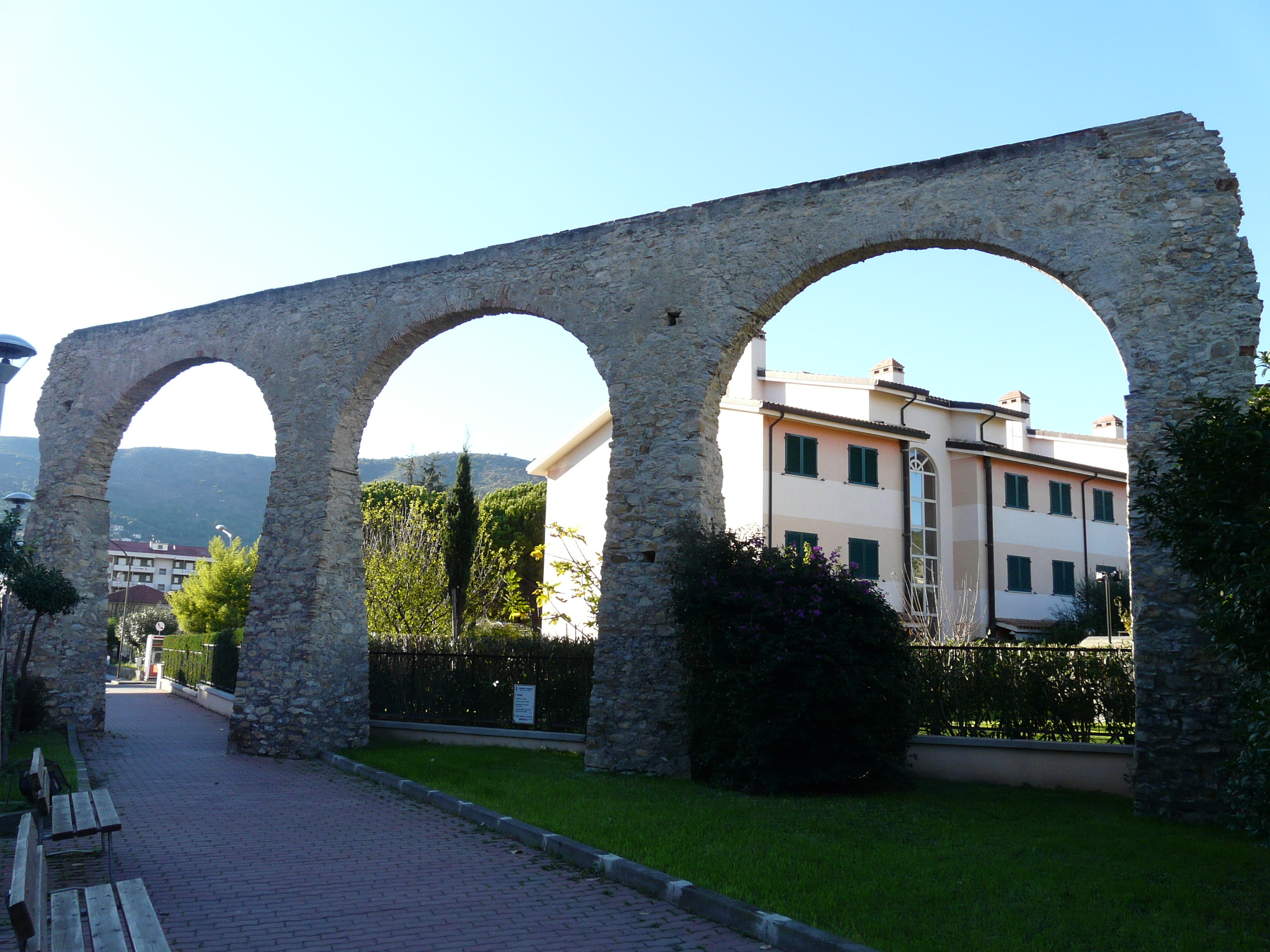
L'acquedotto in stile romano presso il centro urbano di Andora

- Castello di Andora. Edificato nel XII secolo e sede del primo insediamento abitativo nella borgata di Castello, l'edificio fu dapprima dimora dei marchesi di Clavesana e, dal 1252, del podestà locale genovese. Spopolato nel XVI secolo, i resti del Paraxo (mura e parte dell'antica struttura) sono ancora oggi visibili tra la vegetazione.
- La porta-torre del castello, eretta tra il 1220 e il 1240.
- Il bastione, edificato dai Genovesi nell'XI secolo contro le invasioni da parte dei saraceni.
- Il ponte romano sul torrente Merula. Consistente in dieci arcate, di cui tre a schiena d'asino, il ponte collegava anticamente la strada romana tra la borgata di Colla Micheri direttamente con il castello andorese.
- L'acquedotto in stile romano.
- Un secondo bastione posto a guardia dei mari edificato in prossimità del borgo di Colla Micheri, poco visibile da Marina di Andora.
- La fontana medievale, costruita per dare ristoro ai pellegrini lungo il tracciato della via Julia Augusta, che si trova poco sotto il castello.
- Palazzo Tagliaferro, antica dimora di fine Settecento e inizio Ottocento[13] ed ex-colonia marina di largo Milano, dopo un lungo periodo di abbandono è stato acquistato dal Comune di Andora nel 2001 per farne uno spazio culturale, didattico e ludico. I lavori di ristrutturazione hanno interessato il sito dal 2007 al 2009 e hanno permesso la riscoperta degli antichi affreschi e la conservazione delle pavimentazioni originarie. Il palazzo, consto da quattro piani di 360 m² ciascuno, ospita uno spazio espositivo di arte contemporanea e, al primo piano, il museo mineralogico "Luciano Dabroi". La sala polivalente all'ultimo piano del palazzo ospita altresì le riunioni del Consiglio comunale.

## Società

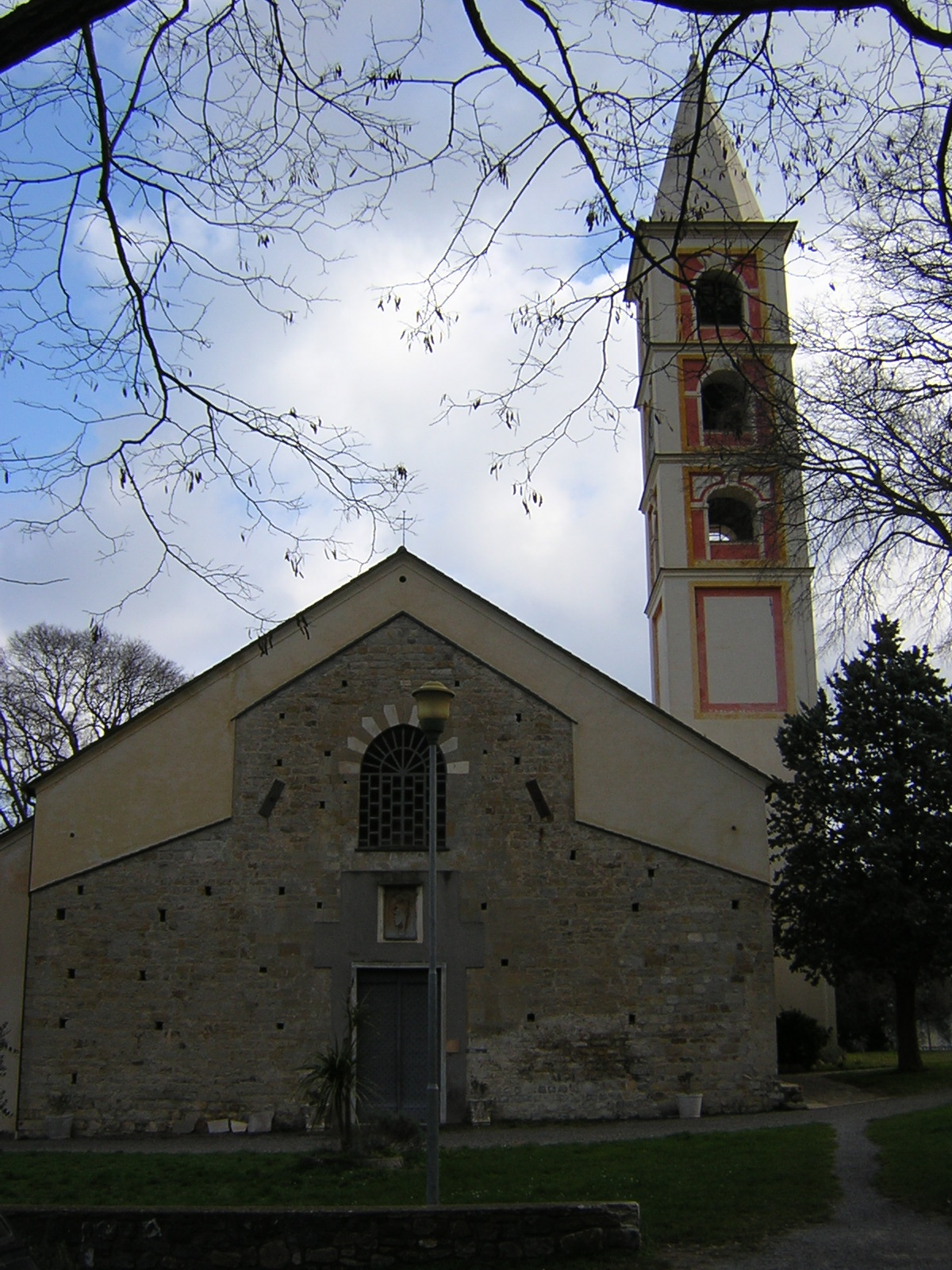
La chiesa di San Giovanni Battista presso la frazione di San Giovanni

### Evoluzione demografica
Abitanti censiti

### Etnie e minoranze straniere
Secondo i dati Istat al 31 dicembre 2019, i cittadini stranieri residenti ad Andora sono 616, così suddivisi per nazionalità, elencando per le presenze più significative:
1. Romania, 161
2. Albania, 106
3. Marocco, 95
4. Ucraina, 31
5. Germania, 26

## Geografia antropica

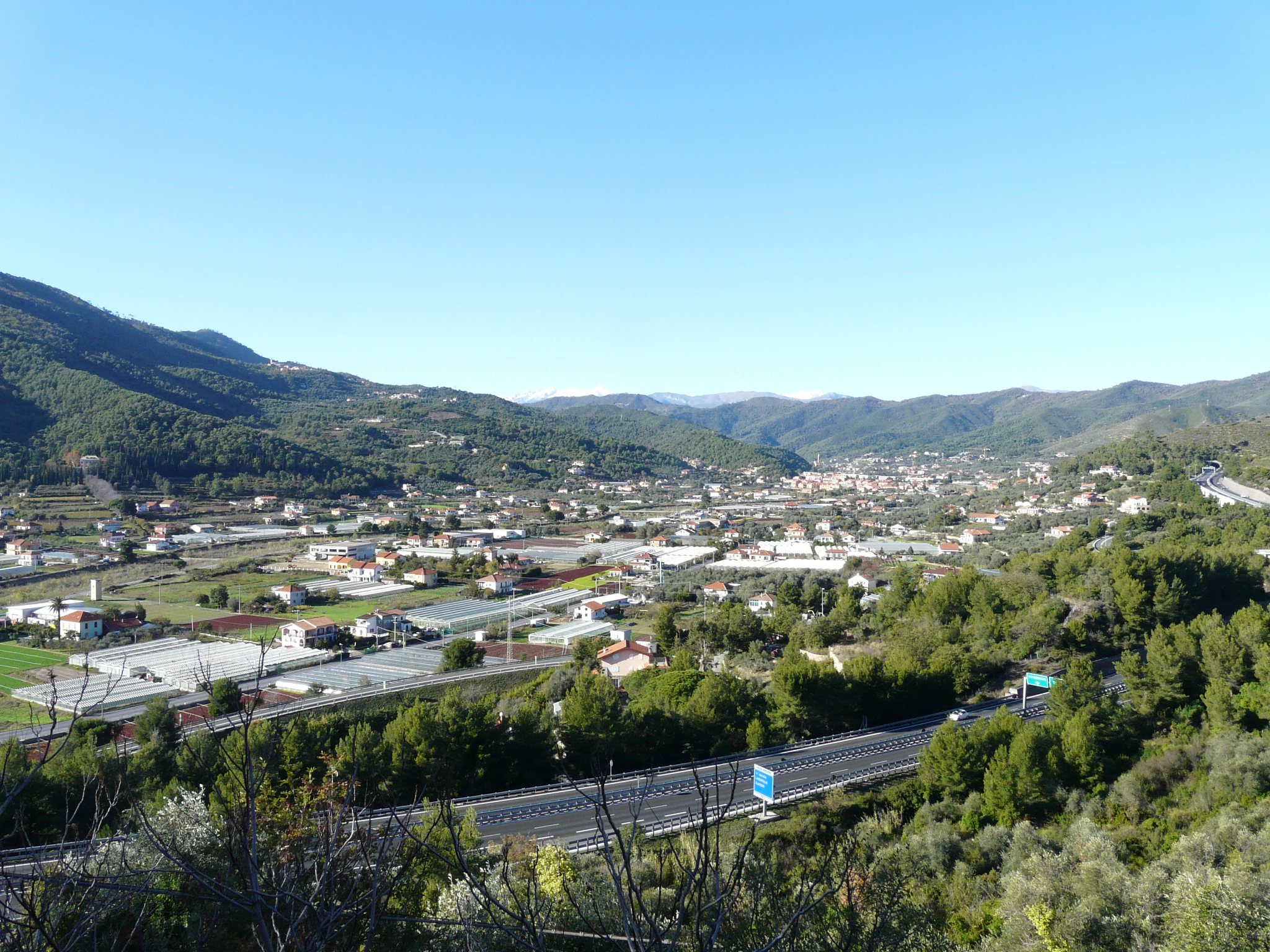
Panorama del territorio interno di Andora

Il territorio comunale è costituito, oltre al capoluogo, dai nuclei storici di Castello, Colla Micheri, Conna, Rollo, San Bartolomeo, San Giovanni e San Pietro per una superficie territoriale di 31,80 km².
Confina a nord con i comuni di Garlenda, Villanova d'Albenga e Alassio, a sud con Cervo (IM), ad ovest con Stellanello, Villa Faraldi (IM) e San Bartolomeo al Mare (IM) e ad est con Laigueglia e il mar Ligure.

### Frazioni e località
- Frazione di Castello. Si tratta di uno dei simboli della città. La località, sita sopra il colle detto appunto del castello, comprende alcune architetture storiche di notevole interesse. Innanzitutto, i resti dell'antico "Paraxo", ossia il palazzo, castello della famiglia Clavesana, risalente circa al XII secolo. La chiesa dei Santi Giacomo e Filippo, detta "chiesa del castello", è una delle meglio conservate chiese romaniche della Riviera delle Palme. Essa, realizzata dai Genovesi per consolidare il proprio dominio sui luoghi dopo averli ottenuti dai Clavesana, è dotata di un'acustica perfetta, è realizzata con pietra di Capo Mele, ed è dotata di una torre campanaria (in perfetto stato di conservazione) che mostra un affresco medievale dell'Annunciazione. Dal castello è possibile osservare, con vista panoramica, tutto l'entroterra andorese, la località Colla Micheri, il paese di Stellanello, fino alle Alpi Liguri.

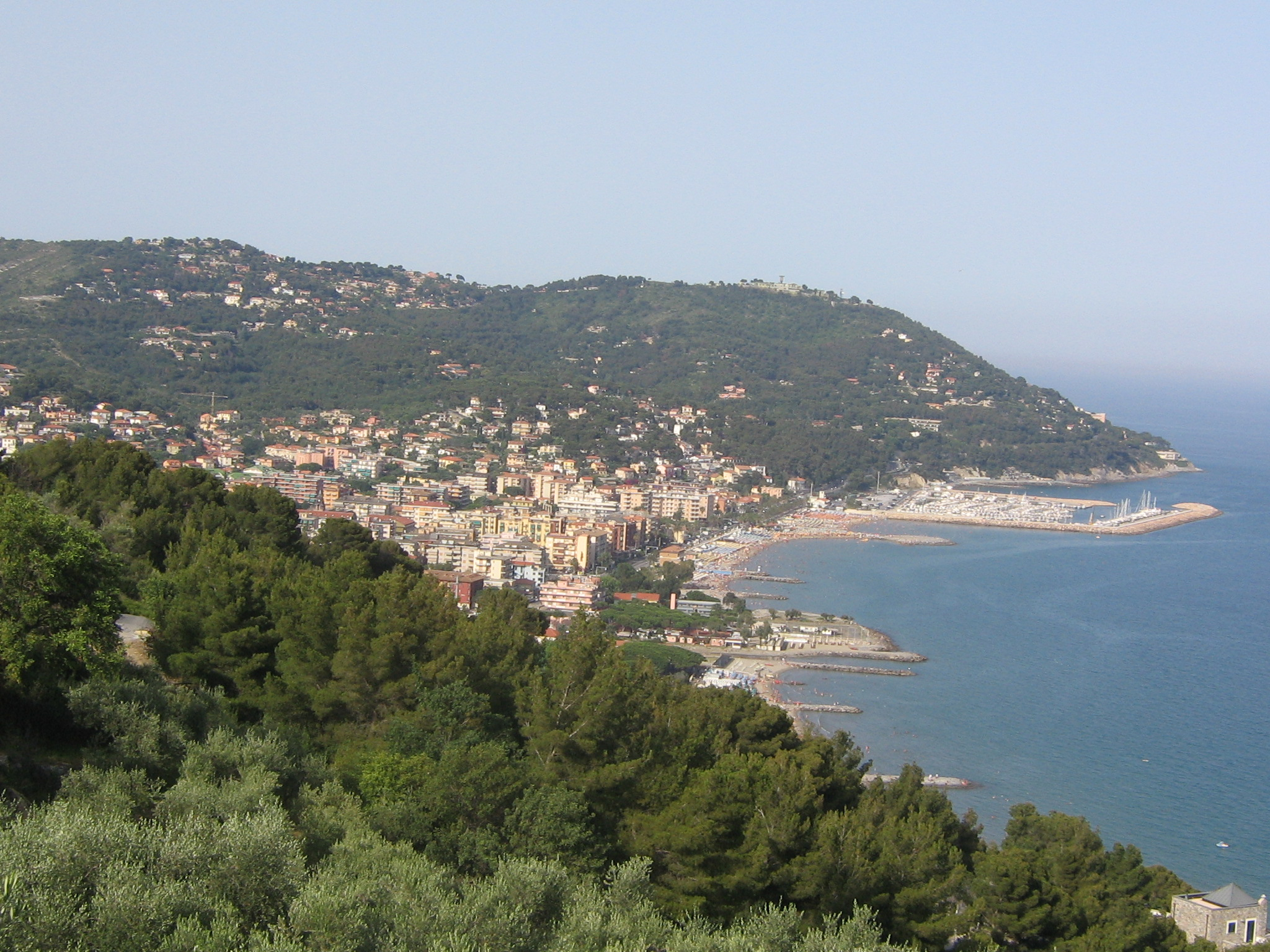
La baia vista dalla frazione di Rollo

- Frazione di Colla Micheri. Situata a 162 metri la borgata storica di Colla Micheri è situata fra la conca di Laigueglia e la val Merula. Sorta sul percorso dell'antica via Julia Augusta, quest'ultima ancora in uso fino ai primi decenni del XIX secolo, presenta caratteristiche urbanistiche tipiche del semplice borgo ligure collinare con case contadine e un paesaggio circondato da ulivi. Qui risiedette l'etnologo norvegese Thor Heyerdahl che, dopo aver a lungo soggiornato nel borgo, qui morì nel 2002. Nel territorio è presente la chiesetta dedicata a san Sebastiano dove una lapide, datata al 1814, attesta il passaggio per Colla Micheri di papa Pio VII di ritorno dall'esilio in Francia. All'interno della chiesa è anche riposta la sedia dove il pontefice si sarebbe seduto a riposare.
- Frazione di Conna, situata a 340 metri s.m.l, e la località di Garassini.
- Frazione di Rollo. Sita a 147 metri sul livello del mare conserva, sulle pendici di capo Cervo, una casaforte del XVI secolo, edificata per l'avvistamento e difesa da eventuali attacchi pirateschi, caratterizzata da un'alta base scarpata e quattro guardiole agli angoli. Nei pressi di Rollo fu edificata l'antica prioria dei monaci benedettini di San Martino, di proprietà nel Medioevo dell'abbazia dell'isola Gallinara; dell'edificio religioso non ne rimane alcuna traccia. Comprende anche la località di Bande Di Là.
- Frazione di San Bartolomeo con le località minori di Barò, Costa d'Agosti, Lanfredi, Moltedo, Piazza e Tigorella.
- Frazione di San Giovanni con le località minori di Canossi, Confredi, Gumbasso e Stampino.
- Frazione di San Pietro con le località minori di Costa, Duomo, Ferraia, Marino, Metta, Molino Nuovo, Negri e Pian Rosso.
- Località di Mezzacqua. Si tratta di una piccola località a pochi passi dalla città nuova, mirabile per i sentieri medievali che conducono nella vegetazione, e che si collegano alle altre località storiche di Andora, per un piccolo fossato e per la chiesetta medievale. Ogni anno vi si svolge una cena campestre detta sagra dell'ortu, la "sagra dell'orto". Tra le altre località, Pinamare e Villaggio Olandese.
- Località di Pigna.
- Località di Marina di Andora.

## Economia

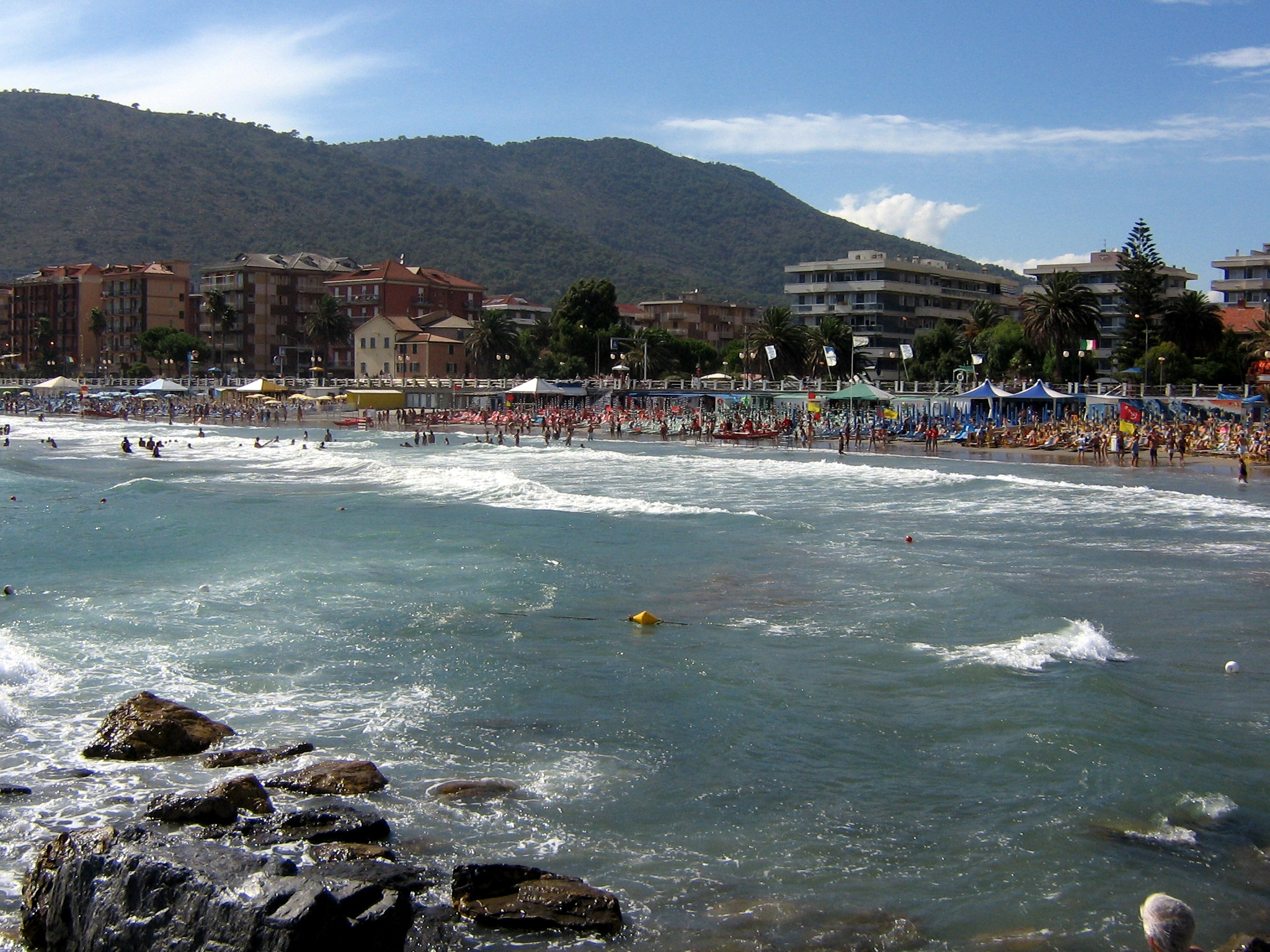
Il litorale e la spiaggia andorese

L'economia andorese, centro balneare della riviera di Ponente, si basa principalmente sul turismo e l'attività diportistica. La località ha ottenuto dalla FEE-Italia (Foundation for Environmental Education) il conferimento della Bandiera blu per la qualità dei servizi del porto turistico ("Marina di Andora").

## Infrastrutture e trasporti

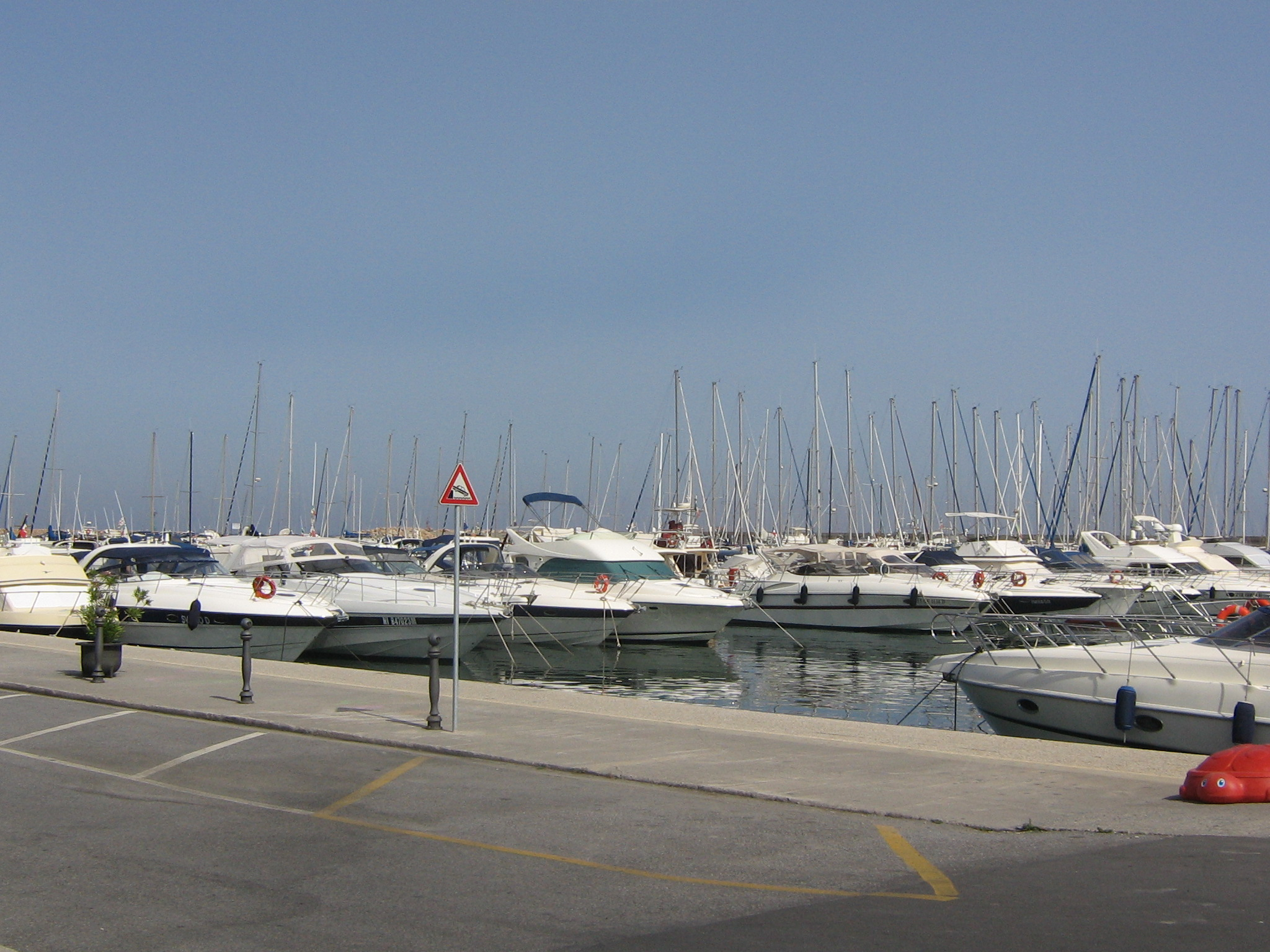
Il porto turistico "Marina di Andora"

### Strade
Il territorio di Andora è attraversato, nel tratto più interno, dalla strada provinciale 13 che permette il collegamento stradale della località di Marina di Andora, lungo la costa, con il territorio comunale di Stellanello e Testico. Verso la zona costiera è la strada statale 1 Via Aurelia ad attraversare il centro andorese collegandolo con Laigueglia, ad est, e il comune imperiese di Cervo ad ovest.

### Autostrada
Andora è servita dal proprio svincolo autostradale lungo l’Autostrada A10.

### Ferrovie
Andora è dotata di una nuova e propria stazione ferroviaria sulla linea ferroviaria Genova-Ventimiglia, che è andata a sostituire la vecchia stazione del 1872, a seguito del raddoppio e dello spostamento a monte della tratta tra San Lorenzo al Mare e Andora.

### Porto turistico
Andora è dotata di uno degli approdi turistici più importanti della Liguria: il porto turistico "Marina di Andora" che dispone di 900 posti barca (il 5º porto turistico per grandezza della regione dopo Lavagna, Imperia, Sanremo e Marina degli Aregai). Il porto si trova a levante vicino al promontorio di Capo Mele.
All'inizio degli anni 60 in un periodo che segna la realizzazione e lo sviluppo delle vie di comunicazione stradali principali, come l'ampliamento della via Aurelia e la realizzazione dell'Autostrada, nasce una delle opere che innoveranno la considerazione del territorio andorese: il porto.
Dopo il 1997 partono le grandi opere che modificano sostanzialmente la consistenza e l’aspetto dell’originario impianto portuale, fino a trasformare il complesso nella struttura oggi esistente:
- nuovo molo di sottoflutto;
- ampliamento della piattaforma;
- realizzazione delle cale;
- creazione e potenziamento dei relativi servizi pubblici e dei diportisti.

## Base Aeronautica
La 115ª Squadriglia Radar Remota è un’unità dell’Aeronautica Militare Italiana, situata sul promontorio di Capo Mele, nel comune di Andora, in Liguria. La base sorge a 224 metri sul livello del mare, in una posizione strategica incastonata tra il Mar Ligure e le colline coltivate a ulivo.
La squadriglia è stata ufficialmente costituita il 15 giugno 1998, sul sedime del dismesso 15º Gruppo Radar AM. Tuttavia, le origini del sito radaristico risalgono al 1952.

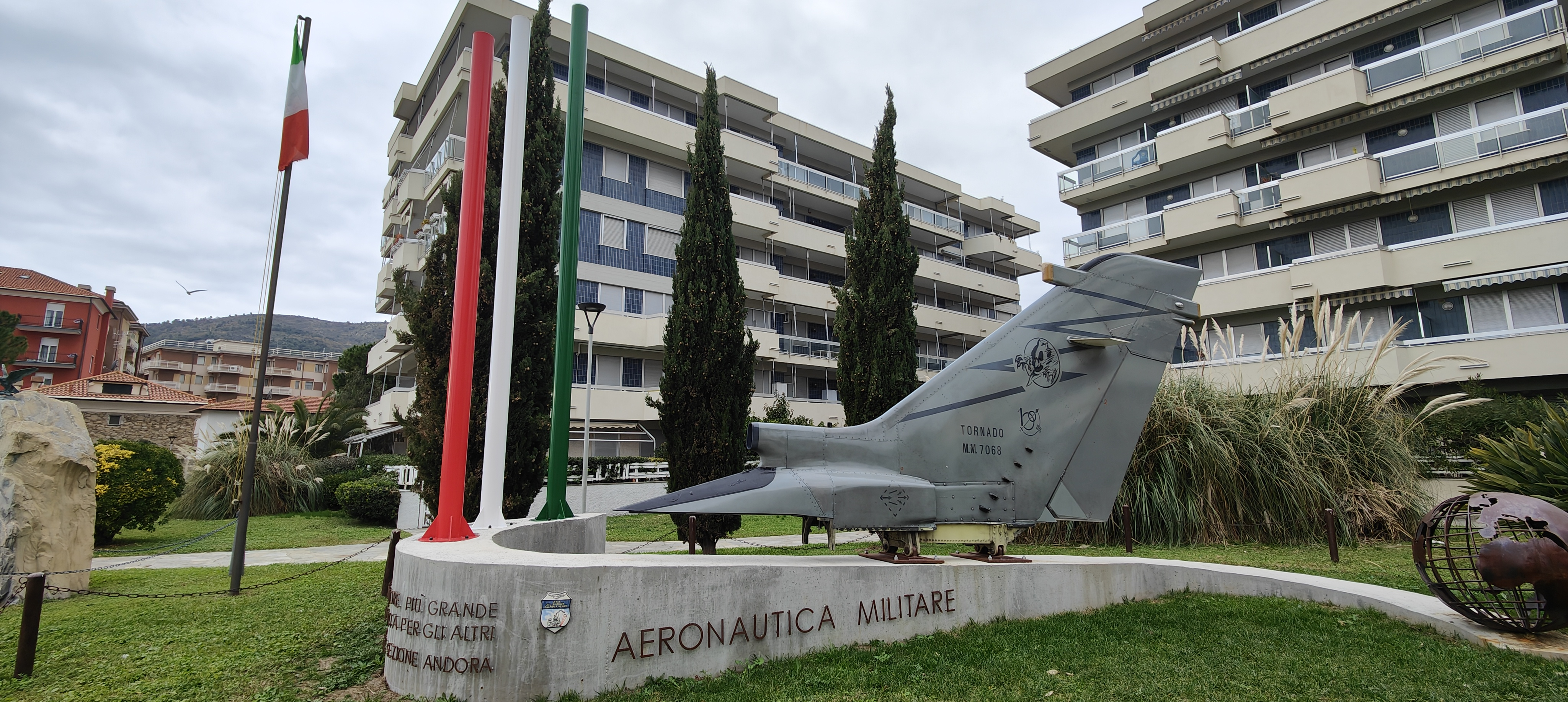
Monumento e coda del Panavia Tornado M.M.7068 in onore del pilota Andrea Gastaldi ad Andora al "Parco degli Aviatori"

## Amministrazione
| Periodo        | Periodo        | Primo cittadino     | Partito                                       | Carica  | Note   |
| -------------- | -------------- | ------------------- | --------------------------------------------- | ------- | ------ |
| 1914           | 1915           | Giuseppe Maglioni   |                                               | Sindaco |        |
| 1916           | 1920           | Giacomo Trevia      |                                               | Sindaco |        |
| 1921           | 1922           | Gio Batta Musso     | Partito Nazionale Fascista                    | Podestà |        |
| 1922           | 1923           | Nicolò Marchiano    | Partito Nazionale Fascista                    | Podestà |        |
| 1923           | 1925           | Tullio Musso        | Partito Nazionale Fascista                    | Podestà |        |
| 1945           | 1946           | Vittorio Stalla     |                                               | Sindaco | [ 20 ] |
| 1946           | 1951           | Pier Giovanni Testa |                                               | Sindaco |        |
| 1951           | 1956           | Guido Siffredi      |                                               | Sindaco |        |
| 1956           | 1960           | Angelo Porcella     |                                               | Sindaco |        |
| 1960           | 1975           | Walter Momigliano   |                                               | Sindaco |        |
| 1975           | 16 agosto 1985 | Francesco Bruno     | Democrazia Cristiana                          | Sindaco |        |
| 16 agosto 1985 | 10 luglio 1990 | Francesco Bruno     | Democrazia Cristiana                          | Sindaco |        |
| 10 luglio 1990 | 24 aprile 1995 | Francesco Bruno     | Democrazia Cristiana                          | Sindaco |        |
| 24 aprile 1995 | 14 giugno 1999 | Pierluigi Pesenti   | Indipendente                                  | Sindaco |        |
| 14 giugno 1999 | 14 giugno 2004 | Pierluigi Pesenti   | Partito Democratico della Sinistra            | Sindaco |        |
| 14 giugno 2004 | 8 giugno 2009  | Franco Floris       | lista civica                                  | Sindaco |        |
| 8 giugno 2009  | 26 maggio 2014 | Franco Floris       | Vivi Andora (lista civica di centro-sinistra) | Sindaco |        |
| 26 maggio 2014 | 27 maggio 2019 | Mauro Demichelis    | Andora Più (lista civica di centro-destra)    | Sindaco |        |
| 27 maggio 2019 | 10 giugno 2024 | Mauro Demichelis    | Andora Più (lista civica di centro-destra)    | Sindaco |        |
| 10 giugno 2024 | in carica      | Mauro Demichelis    | Andora Più (lista civica di centro-destra)    | Sindaco |        |

### Gemellaggi
Andora è gemellata con:
- Larvik, dal 2006.[22]

## Sport

### Calcio
- A.S. Andora 1966, militante nel campionato di Prima Categoria.

Tra le società calcistiche del passato l'A.S. Val Merula.

### Bocce
- A.S. Circolo Bocciofilo Val Merula.
- Andora Bocce.
- Alessandra Castelli (Bocciodromo)

### Tennis
Ad Andora sono presenti due associazioni tennistiche affiliate alla Federazione Italiana Tennis che giocano presso i due circoli di tennis.

### Ciclismo
- A.S. Andora Ciclismo che si occupa del settore giovanile dalle categorie Giovanissimi fino agli Juniores. Tra i militanti il biker ed ex ciclista su strada albenganese Mirko Celestino.

### Pallapugno
La squadra andorese di pallapugno è la Don Dagnino Andora, nata nel 1960. Nel suo palmarès ci sono numerosi scudetti, ultimo dei quali nel campionato di Serie B 2009 con Matteo Levratto. Disputa le partite casalinghe allo sferisterio "San Bartolomeo".

### Rally
Ogni anno, a febbraio, si svolge la "Ronde Val Merula" (in precedenza denominate "Rally di Andora" e ancora "Ronde di Andora"), della quale la prima edizione si è svolta l'8 e il 9 febbraio 2014 dalla A.S.D. Sport Infinity. Nel 2011 ci fu speciale partecipazione del pilota di Formula 1 Robert Kubica il quale rimase gravemente ferito durante il trasferimento da un punto ad un altro.

### Vela

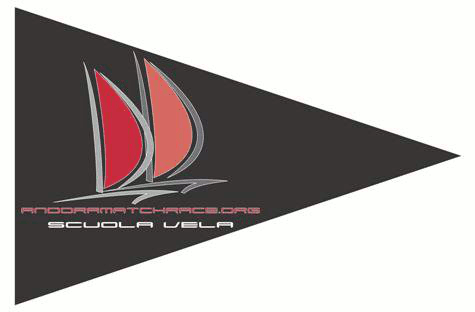
Logo Andora Match Race

- A.S.D. Andora Match Race è una scuola di vela per cabinati affiliata alla UISP. Svolge attività su cabinati ed oltre alle crociere e ai corsi di vela per ogni livello, partecipa ogni anno a regate in Liguria ed in Costa Azzurra.
- Lega navale italiana sezione di Andora.
- Circolo nautico Andora.

### Altro
Ad Andora viene disputato un importante trofeo nazionale di Nuoto per salvamento, il Trofeo Città Di Andora.

### Impianti sportivi
- Campo da calcio comunale "Gaetano Scirea", in erba naturale, sito a Molino Nuovo e utilizzato dalla prima squadra dell'A.S.D. Area Calcio Andora per le partite.
- Campo da calcio "Marco Polo" in erba sintetica, utilizzato dalle giovanili e dalla prima squadra dell'A.S.D. Area Calcio Andora per allenamenti e partite.
- Palazzetto dello sport, utilizzato dalla Polisportiva Il Gabbiano per pallavolo, pallacanestro, karate e kickboxing.
- Campo da calcio a 5 in erba sintetica, ubicato in via Marco Polo, utilizzato dalle giovanili dell''A.S.D. Area Calcio Andora.
- Campo da beach volley.
- Un campo da calcio a 5 in erba naturale di fronte alla chiesa di San Giovanni Battista.
- Campetto parrocchiale dismesso da calcio a 7, in terra, vicino alla chiesa di Santa Matilde.
- Velodromo comunale.
- Tennis "Atletika".
- Tennis di Pinamare con annessi campi da calcio a 5 e piscina.
- Pattinaggio coperto nel parco delle Farfalle.
- Bocciodromo comunale.
- Sferisterio comunale "San Bartolomeo".
- Campi da bocce situati presso la spiaggia libera attrezzata "Ex Colonia d'Asti" e presso i giardini di palazzo Tagliaferro.
- Campi da padel tennis in via Caprera.